# Mammillaria zephyranthoides subsp. heidiae
Mammillaria zephyranthoides subsp. heidiae ist eine Unterart der Pflanzenart Mammillaria zephyranthoides  aus der Gattung Mammillaria in der Familie der Kakteengewächse (Cactaceae). Das Epitheton heidiae ehrt Heidi Krähenbühl, die Frau des Schweizer Kakteenkenners Felix Krähenbühl (1917–2001).

## Beschreibung
Mammillaria zephyranthoides subsp. heidiae wächst einzeln oder in Gruppen mit zum Teil faserigen Wurzeln. Die kugeligen  Triebe werden bis zu 3 Zentimeter hoch und 5,5 Zentimeter im Durchmesser groß. Die zylindrisch geformten Warzen sind ohne Milchsaft. Die Axillen sind mit 1 bis 5 dünnen, weißen und bis zu 1 Zentimeter langen Borsten besetzt. Bis zu 2 Mitteldornen, die entweder gehakt oder gerade sind, werden bis zu 1,2 Zentimeter lang. Sie sind rötlich braun, basal gelb gefärbt und biegsam. Die 16 bis 24 Randdornen sind gerade, borstenartig, biegsam und glasig weiß gefärbt. Sie werden bis zu 1,1 Zentimeter lang.
Die gelblich grünen Blüten sind bis zu 3 Zentimeter lang und erreichen einen gleich großen Durchmesser. Die zunächst grünen Früchte werden später braun. Sie enthalten schwarze Samen.

## Verbreitung und Systematik
Mammillaria zephyranthoides subsp. heidiae ist im mexikanischen Bundesstaat Puebla verbreitet.
Die Erstbeschreibung als Mammillaria heidiae erfolgte 1975 durch Hans Krainz. Jonas M. Lüthy stellte die Art im Jahr 2000 als Unterart zur Art Mammillaria zephyranthoides. Nomenklatorische Synonyme sind Mammillaria zephyranthoides var. heidiae (Krainz) J.Lüthy (1987) und Bartschella heidiae (Krainz) Doweld (2000).

## Nachweise